# من قتل التاريخ الكندي؟
من قتل التاريخ الكندي؟ هو كتاب صدر عام 1998 للمؤرخ الكندي جي ال غارنايستين جادل الكتاب بأن الكنديين يفتقرون إلى الوحدة الوطنية بسبب عدم توفقهم في تدريس تاريخ بلادهم. ويؤكد جراناتشتاين أن التعددية الثقافية والمؤرخين ومعايير تدريس التاريخ الضعيفة هي المسؤولة عن افتقار كندا إلى السرد التاريخي . وهو يدعو إلى التركيز بشكل أكبر على دراسة التاريخ الكندي في المدارس وأقسام التاريخ بالجامعات، وخاصة التاريخ السياسي والعسكري.

## روابط خارجية
| Original edition (1998) - Who Killed Canadian History? في أرشيف الإنترنت - [قالب:Google Books URL Who Killed Canadian History?] at كتب جوجل | Revised edition (2007) - Who Killed Canadian History? في أرشيف الإنترنت - [قالب:Google Books URL Who Killed Canadian History?] at كتب جوجل |